# Pallacanestro Trapani 2016-2017
Questa voce raccoglie le informazioni riguardanti la Pallacanestro Trapani nelle competizioni ufficiali della stagione 2016-2017.

## Verdetti stagionali
Competizioni nazionali
- Serie A2:

stagione regolare: 8ª su 16 squadre nel Girone Ovest;
Play-off: Ottavi di finale;

## Stagione
La stagione 2016-2017 della Pallacanestro Trapani è l'11ª in seconda serie, la Serie A2.
Sponsorizzata Lighthouse, la società trapanese conferma Ugo Ducarello come coach ed il suo assistente Matteo Jemoli.

## Divise di gioco
Il fornitore ufficiale di materiale tecnico per la stagione 2016-2017 è EYE Sport.
| Casa | Trasferta |

## Organigramma societario
Area dirigenziale
- Presidente: Pietro Basciano
- Vicepresidente: Fabrizio Giacalone
- Direttore Sportivo: Nicola Basciano
- Direttore amministrativo: Stefano Di Bono
- Team Manager/Segretario: Luca Lazzarone
- Responsabile Biglietteria & Abbonamenti: Anna Basciano
- Responsabile Comunicazione: Dario Gentile
- Responsabile Logistico: Francesco Cavarretta
- Responsabile Commerciale: Alberto Maiorana

Area tecnica
- Allenatore: Ugo Ducarello
- Assistente: Matteo Jemoli
- Add. Statistiche: Sergio Scalabrino
- Preparatore atletico: Michele Iacomucci
- Capo area medica: Rosario Sardina
- Medico sociale:  Francesco Paolo Sieli
- Massofisioterapista: Walter Stabile

## Roster
| Pallacanestro Trapani 2016-2017 | Pallacanestro Trapani 2016-2017 |
| Giocatori                       | Staff tecnico                   |
| ------------------------------- | ------------------------------- |

| N. | Naz.                   | Ruolo | Nome                          | Anno | Alt.   | Peso   |  |
| -- | ---------------------- | ----- | ----------------------------- | ---- | ------ | ------ |  |
| 1  | Stati Uniti (bandiera) | P     | Keddric Mays                  | 1984 | 183 cm | 83 kg  |  |
| 3  | Italia (bandiera)      | G     | Giorgio Costadura             | 1995 | 195 cm | 86 kg  |  |
| 5  | Italia (bandiera)      | C     | Andrea Renzi                  | 1989 | 206 cm | 110 kg |  |
| 6  | Italia (bandiera)      | P     | Claudio Tommasini             | 1991 | 197 cm | 98 kg  |  |
| 7  | Italia (bandiera)      | G     | Vincenzo Guaiana              | 2000 | 195 cm | 88 kg  |  |
| 8  | Italia (bandiera)      | PG    | Riccardo Tavernelli           | 1991 | 189 cm | 80 kg  |  |
| 9  | Italia (bandiera)      | A     | Kevin Cusenza                 | 1993 | 202 cm | 97 kg  |  |
| 10 | Serbia (bandiera)      | C     | Nenad Simic                   | 1999 | 208 cm |        |  |
| 11 | Italia (bandiera)      | A     | Andrea Amato                  | 1999 | 188 cm | 81 kg  |  |
| 13 | Italia (bandiera)      | GA    | Davide Fontana                | 1999 | 190 cm | 82 kg  |  |
| 14 | Spagna (bandiera)      | AP    | Bruno Ondo Mengue             | 1992 | 193 cm | 93 kg  |  |
| 15 | Italia (bandiera)      | AP    | Gabriele Ganeto               | 1987 | 200 cm | 90 kg  |  |
| 19 | Italia (bandiera)      | PG    | Kenneth Viglianisi            | 1992 | 193 cm | 87 kg  |  |
| 22 | Argentina (bandiera)   | A     | Demián Filloy (C)             | 1982 | 198 cm | 95 kg  |  |
| 30 | Stati Uniti (bandiera) | A     | Jaye Crockett (dal 10/2/2017) | 1991 | 200 cm | 95 kg  |  |
| 34 | Stati Uniti (bandiera) | A     | Carleton Scott                | 1988 | 203 cm | 98 kg  |  |
|    | Italia (bandiera)      | GA    | Edoardo Nicosia               | 1999 | 192 cm | 80 kg  |  |
|    | Montenegro (bandiera)  | AC    | Vojislav Jovanovic            | 1999 | 200 cm |        |  |
|    | Italia (bandiera)      | GA    | Salvatore Longo               | 2000 | 186 cm | 90 kg  |  |

| Allenatore |
| Ugo Ducarello |
| Assistente/i |
| Matteo Jemoli Legenda - (C) Capitano - (IN) Inattivo - Infortunato Scheda sul sito www.legapallacanestro.com Roster |

## Mercato

### Sessione estiva
| Arrivi | Arrivi              | Arrivi             | Arrivi     |
| R      | Nome                | da                 | Modalità   |
| ------ | ------------------- | ------------------ | ---------- |
| P/G    | Riccardo Tavernelli | Latina Basket      | Definitivo |
| A      | Carleton Scott      | Anversa Giants     | Definitivo |
| A      | Kevin Cusenza       | Pol. B. Acireale   | Definitivo |
| C      | Nenad Simic         | B. Pool 2000 Loano | Definitivo |
| C      | Davide Varrone      | F. Martina Franca  | Aggregato  |
| AP     | Stefano Orsini      | Club Pall. Empoli  | Aggregato  |
| AP     | Bruno Ondo Mengue   | N. Aquila Palermo  | Aggregato  |
| C      | Khadim Diouf        | Crabs Rimini       | Aggregato  |

| Partenze | Partenze       | Partenze     | Partenze       |
| R        | Nome           | a            | Modalità       |
| -------- | -------------- | ------------ | -------------- |
| P/G      | Massimo Chessa | Virtus Roma  | Definitivo     |
| AC       | Mirko Gloria   | Pall. Roseto | Fine prestito  |
| G        | Mattia Molteni | ABC Cantù    | Fine prestito  |
| AC       | Taylor Griffin | Svincolato   | Fine contratto |
| A        | Stan Okoye     | Svincolato   | Fine contratto |
| C        | Davide Varrone | Svincolato   | -              |
| AP       | Stefano Orsini | Svincolato   | -              |
| C        | Khadim Diouf   | Svincolato   | -              |

### Dopo l'inizio della stagione
| Arrivi | Arrivi        | Arrivi     | Arrivi     |
| R      | Nome          | da         | Modalità   |
| ------ | ------------- | ---------- | ---------- |
| AG     | Jaye Crockett | Svincolato | Definitivo |

| Partenze | Partenze | Partenze | Partenze |
| R        | Nome     | a        | Modalità |
| -------- | -------- | -------- | -------- |
|          |          |          |          |

## Risultati

### Campionato

#### Girone di andata
| Arbitri: | Cappello (Porto Empedocle) Pierantozzi (Ascoli Piceno) Marota (San Benedetto del Tronto) |

|                    |            |               |
| Ganeto, Renzi 20   | Punti      | 24 Sims       |
| Mays, Tavernelli 3 | Assist     | 8 Zanelli     |
| Renzi 9            | Rimbalzi   | 10 Sims       |
| Ugo Ducarello      | Allenatori | Luciano Nunzi |

| Arbitri: | Perciavalle (Torino) Foti (Vittuone) Tallon (Bologna) |

|                   |            |               |
| Easley 16         | Punti      | 20 Renzi      |
| Deloach, Stanic 5 | Assist     | 8 Tavernelli  |
| Easley 12         | Rimbalzi   | 10 Renzi      |
| Davide Bonora     | Allenatori | Ugo Ducarello |

| Arbitri: | Brindisi (Torino) Maffei (Preganziol) Dori (Mirano) |

|                          |            |                |
| Renzi 24                 | Punti      | 24 Martini     |
| Tavernelli, Viglianisi 4 | Assist     | 6 Palermo      |
| Scott 10                 | Rimbalzi   | 9 Raivio       |
| Ugo Ducarello            | Allenatori | Mattia Ferrari |

| Arbitri: | Di Toro (Perugia) Rudellat (Nuoro) Saraceni (Zola Predosa) |

|                 |            |               |
| Emegano 14      | Punti      | 20 Ganeto     |
| Tomassini 5     | Assist     | 4 Tavernelli  |
| Tolbert 7       | Rimbalzi   | 9 Renzi       |
| Marco Ramondino | Allenatori | Ugo Ducarello |

| Arbitri: | Pazzaglia (Cattolica) Bartoli (Trieste) Chersicla (Milano) |

|                               |            |               |
| Renzi 21                      | Punti      | 17 Gigli      |
| Mays, Tomassini, Viglianisi 3 | Assist     | 3 Imbrò       |
| Ganeto 11                     | Rimbalzi   | 9 Gigli       |
| Ugo Ducarello                 | Allenatori | Luca Ansaloni |

| Arbitri: | Tirozzi (Bologna) Salustri (Roma) Furlan (Abano Terme) |

|                   |            |                     |
| Marino 25         | Punti      | 18 Mays             |
| Sorokas 6         | Assist     | 5 Mays, Tavernelli  |
| Sorokas 10        | Rimbalzi   | 7 Scott, Tavernelli |
| Adriano Vertemati | Allenatori | Ugo Ducarello       |

| Arbitri: | Masi (Firenze) Nuara (Selvazzano Dentro) Maschietto (Treviso) |

|              |            |                     |
| Cosey 22     | Punti      | 14 Renzi, Scott     |
| Garri 5      | Assist     | 3 Renzi, Tavernelli |
| Ricci 8      | Rimbalzi   | 11 Scott            |
| Demis Cavina | Allenatori | Ugo Ducarello       |

| Arbitri: | Giovannetti (Papigno) Nestingi (Rovigo) Wassermann (Maniago) |

|                                                   |            |                      |
| Renzi 29                                          | Punti      | 20 Crow              |
| Filloy, Mays, Tavernelli, Tomassini, Viglianisi 2 | Assist     | 4 Naimy              |
| Renzi 7                                           | Rimbalzi   | 10 Baldassarre       |
| Ugo Ducarello                                     | Allenatori | Giovanni Perdichizzi |

| Arbitri: | Caforio (Brindisi) Yang Yao (Vigasio) Del Greco (Verona) |

|                 |            |                      |
| Arledge 18      | Punti      | 25 Renzi             |
| DeShields 6     | Assist     | 4 Filloy, Tavernelli |
| Poletti 10      | Rimbalzi   | 10 Renzi             |
| Franco Gramenzi | Allenatori | Ugo Ducarello        |

| Arbitri: | Galasso (Siena) Bongiorni (Pisa) Solfanelli (Livorno) |

|               |            |                |
| Mays 27       | Punti      | 23 Ferguson    |
| Filloy 4      | Assist     | 5 Ferguson     |
| Scott 8       | Rimbalzi   | 10 Hall        |
| Ugo Ducarello | Allenatori | Michele Carrea |

| Arbitri: | Boscolo (Chioggia) Pecorella (Trani) Mottola (Taranto) |

|               |            |               |
| Brown 28      | Punti      | 26 Mays       |
| Brown 6       | Assist     | 6 Mays        |
| Landi 15      | Rimbalzi   | 7 Filloy      |
| Fabio Corbani | Allenatori | Ugo Ducarello |

| Arbitri: | Materdomini (Grottaglie) Gagno (Spresiano) Martellosio (Buccinasco) |

|               |            |                  |
| Mays 27       | Punti      | 26 Harrell       |
| Scott 4       | Assist     | 2 Harrell        |
| Scott 11      | Rimbalzi   | 10 Myers         |
| Ugo Ducarello | Allenatori | Giulio Griccioli |

| Arbitri: | Ursi (Livorno) Capotorto (Palestrina) Catani (Pescara) |

|                     |            |                 |
| Legion 35           | Punti      | 23 Ganeto       |
| Caroti 6            | Assist     | 6 Mays, Scott   |
| Radić 14            | Rimbalzi   | 8 Filloy, Scott |
| Antonio Paternoster | Allenatori | Ugo Ducarello   |

| Arbitri: | Perciavalle (Torino) Beneduce (Caserta) Buttinelli (Cerveteri) |

|                |            |                         |
| Viglianisi 17  | Punti      | 18 Buford               |
| Viglianisi 3   | Assist     | 6 Piazza                |
| Renzi, Scott 8 | Rimbalzi   | 8 Buford, De Laurentiis |
| Ugo Ducarello  | Allenatori | Franco Ciani            |

| Arbitri: | Ciaglia (Caserta) Salustri (Roma) Lestingi (Anzio) |

|                    |            |               |
| Langford 29        | Punti      | 25 Scott      |
| Taylor 3           | Assist     | 4 Mays        |
| Taylor 12          | Rimbalzi   | 9 Scott       |
| Alessandro Finelli | Allenatori | Ugo Ducarello |

#### Girone di ritorno
| Arbitri: | Pazzaglia (Cattolica) Marton (Conegliano) Rudellat (Nuoro) |

|                        |            |               |
| Casini 25              | Punti      | 24 Scott      |
| Benedusi, Della Rosa 5 | Assist     | 5 Tommasini   |
| Sims 9                 | Rimbalzi   | 10 Renzi      |
| Luciano Nunzi          | Allenatori | Ugo Ducarello |

| Arbitri: | Radaelli (Rho) Gagno (Spresiano) Maschietto (Traveso) |

|               |            |                         |
| Ganeto 18     | Punti      | 18 Deloach, Malaventura |
| Tommasini 5   | Assist     | 7 Deloach               |
| Renzi 9       | Rimbalzi   | 10 Deloach              |
| Ugo Ducarello | Allenatori | Davide Bonora           |

| Arbitri: | Bartoli (Trieste) Di Toro (Perugia) Patti (Montesilvano) |

|                |            |                |
| Martini 17     | Punti      | 16 Mays        |
| Raivio 8       | Assist     | 4 Scott, Renzi |
| Mosley 13      | Rimbalzi   | 7 Ganeto, Mays |
| Mattia Ferrari | Allenatori | Ugo Ducarello  |

| Arbitri: | Beniamino (Priolo Gargallo) Bramante (San Martino Buon Albergo) Del Greco (Verona) |

|               |            |                                 |
| Mays 27       | Punti      | 23 Tomassini                    |
| Ganeto 5      | Assist     | 2 Martinoni, Nikolić, Tomassini |
| Renzi 3       | Rimbalzi   | 6 Nikolić                       |
| Ugo Ducarello | Allenatori | Marco Ramondino                 |

| Arbitri: | Brindisi (Torino) Raimondo (Roma) Buttinelli (Cerveteri) |

|                  |            |                 |
| Raymond 17       | Punti      | 23 Mays         |
| Gigli 5          | Assist     | 7 Mays          |
| Gigli 12         | Rimbalzi   | 8 Ganeto, Renzi |
| Riccardo Paolini | Allenatori | Ugo Ducarello   |

| Arbitri: | Pazzaglia (Cattolica) Maffei (Preganziol) Capurro (Reggio Calabria) |

|               |            |                   |
| Mays 28       | Punti      | 20 Sollazzo       |
| Filloy 6      | Assist     | 4 Marino          |
| Filloy 9      | Rimbalzi   | 11 Rossi          |
| Ugo Ducarello | Allenatori | Adriano Vertemati |

| Arbitri: | Bongiorni (Pisa) Triffiletti (Messina) Maschio (Firenze) |

|               |            |              |
| Crockett 22   | Punti      | 30 Greene    |
| Filloy 5      | Assist     | 3 Greene     |
| Renzi 7       | Rimbalzi   | 8 Ricci      |
| Ugo Ducarello | Allenatori | Demis Cavina |

| Arbitri: | Tirozzi (Bologna) Pepponi (Spello) Chersicla (Oggiono) |

|                      |            |               |
| Dobbins 19           | Punti      | 21 Viglianisi |
| Naimy 7              | Assist     | 8 Tavernelli  |
| Fantoni 10           | Rimbalzi   | 11 Filloy     |
| Giovanni Perdichizzi | Allenatori | Ugo Ducarello |

| Arbitri: | Cappello (Porto Empedocle) Tallon (Bologna) Dori (Mirano) |

|               |            |                 |
| Crockett 24   | Punti      | 23 DeShields    |
| Tavernelli 5  | Assist     | 5 Uglietti      |
| Crockett 14   | Rimbalzi   | 8 Arledge       |
| Ugo Ducarello | Allenatori | Franco Gramenzi |

| Arbitri: | Terranova (Ferrara) Scrima (Catanzaro) Azami (Bologna) |

|                |            |               |
| Hall 16        | Punti      | 14 Renzi      |
| Ferguson 8     | Assist     | 4 Tavernelli  |
| Hall 10        | Rimbalzi   | 11 Renzi      |
| Michele Carrea | Allenatori | Ugo Ducarello |

| Arbitri: | Perciavalle (Torino) Catani (Pescara) Saraceni (Zola Predosa) |

|               |            |               |
| Mays 36       | Punti      | 30 Raffa      |
| Tavernelli 5  | Assist     | 7 Sandri      |
| Renzi 12      | Rimbalzi   | 10 Brown      |
| Ugo Ducarello | Allenatori | Fabio Corbani |

| Arbitri: | Pepponi (Spello) Pecorella (Trani) Chersicla (Oggiono) |

|                  |            |                          |
| Tavernari 19     | Punti      | 23 Viglianisi            |
| Harrell 9        | Assist     | 3 Tavernelli, Viglianisi |
| Flamini 8        | Rimbalzi   | 10 Renzi                 |
| Giulio Griccioli | Allenatori | Ugo Ducarello            |

| Arbitri: | Beneduce (Caserta) Marota (San Benedetto del Tronto) Buttinelli (Cerveteri) |

|                    |            |                    |
| Crockett, Renzi 25 | Punti      | 19 Caroti          |
| Tavernelli 12      | Assist     | 4 Powell           |
| Crockett 12        | Rimbalzi   | 10 Fabi            |
| Ugo Ducarello      | Allenatori | Domenico Bolignano |

| Arbitri: | Tirozzi (Bologna) Caforio (Brindisi) Ascione (Caserta) |

|                                |            |               |
| Buford, Evangelisti, Piazza 12 | Punti      | 22 Mays       |
| Piazza 7                       | Assist     | 4 Tavernelli  |
| Buford 12                      | Rimbalzi   | 8 Renzi       |
| Franco Ciani                   | Allenatori | Ugo Ducarello |

| Arbitri: | Di Toro (Perugia) Capozziello (Brindisi) Maschio (Firenze) |

|                    |            |                     |
| Mays 25            | Punti      | 19 Marra            |
| Mays, Tavernelli 4 | Assist     | 3 Contento          |
| Mays 7             | Rimbalzi   | 6 Carenza, Contento |
| Ugo Ducarello      | Allenatori | Alessandro Finelli  |

#### Play-off
Gli Ottavi di finale si giocano al meglio delle cinque partite. La squadra con il miglior piazzamento in classifica al termine della stagione regolare gioca in casa gara-1, gara-2 e la eventuale gara-5.

##### Ottavi di finale
| Arbitri: | Brindisi (Torino) Radaelli (Rho) Martellosio (Buccinasco) |

|                     |            |                     |
| Perry 23            | Punti      | 19 Viglianisi       |
| Fantinelli 11       | Assist     | 4 Renzi, Tavernelli |
| Perry 10            | Rimbalzi   | 9 Ganeto            |
| Stefano Pillastrini | Allenatori | Ugo Ducarello       |

| Arbitri: | Gagliardi (Anagni) Saraceni (Zola Predosa) Tallon (Bologna) |

|                     |            |               |
| Moretti 17          | Punti      | 17 Crockett   |
| Fantinelli 9        | Assist     | 7 Tavernelli  |
| Perry 10            | Rimbalzi   | 10 Crockett   |
| Stefano Pillastrini | Allenatori | Ugo Ducarello |

| Arbitri: | Pepponi (Spello) Pierantozzi (Ascoli Piceno) Caruso (Pavia) |

|               |            |                     |
| Crockett 20   | Punti      | 19 Perl             |
| Tavernelli 5  | Assist     | 8 Fantinelli        |
| Renzi 8       | Rimbalzi   | 9 Perry             |
| Ugo Ducarello | Allenatori | Stefano Pillastrini |

- Esito:

La De' Longhi Treviso vince la serie per 3 a 0